# Andrea de Jorio
Andrea de Jorio (* 16. Februar 1769 auf Procida; † 1. Februar 1851 in Neapel) war ein italienischer Archäologe und Volkskundler.

## Leben
Andrea de Jorio wurde auf der Insel Procida im Golf von Neapel geboren. Er studierte am erzbischöflichen Priesterseminar von Neapel, wo er unter anderem Bernardo della Torre und Bartolomeo Malizia als Lehrer hatte. 1792 wurde er zum Priester geweiht. De Jorio war ab 1805 Kanoniker an der Kathedrale von Neapel. 
Ab 1810 war er Generalinspektor für öffentliche Bildung in Neapel (Ispettore della Pubblica Istruzione), ab dem folgenden Jahr Konservator der antiken Vasen, der Galleria dei Vasi, des Real Museo Borbonico. Ab dieser Zeit begann er sich stärker für Antiken zu interessieren, besuchte Ausgrabungen und schrieb über archäologische Funde. Für seine Tätigkeit wurde er von Friedrich Wilhelm III. von Preußen zum Kommandeur des Roten Adlerordens ernannt und gehörte ab 1833 zu den Mitgliedern der Regale Accademia Ercolanese di Archeologia. Von 1838 bis zu seinem Tode war er Direktor des Real Museo Borbonico.
Im Laufe seines Lebens erlangte er in der neapolitanischen Bevölkerung den Ruf eines Jettatore (Unglücksbringer). Er sei der letzte Mensch gewesen, der den König beider Sizilien, Ferdinand I., lebend getroffen hätte. Seine Rolle als Jettatore wird auch in Alexandre Dumas’ Bericht über seine Reisen in Italien Le Corricolo erwähnt.
Er ist in der Basilika Santa Restituta in Neapel begraben. Seine Grabinschrift wurde von Bernardo Quaranta verfasst.

## Schaffen
Er schrieb ausführlich über die damals jüngsten Ausgrabungen in der Umgebung von Neapel, etwa in Pompeji, Herculaneum und Cumae und war zu seiner Zeit durchaus angesehen. Sein Werk auf diesem Gebiet wird heute jedoch kaum noch rezipiert.

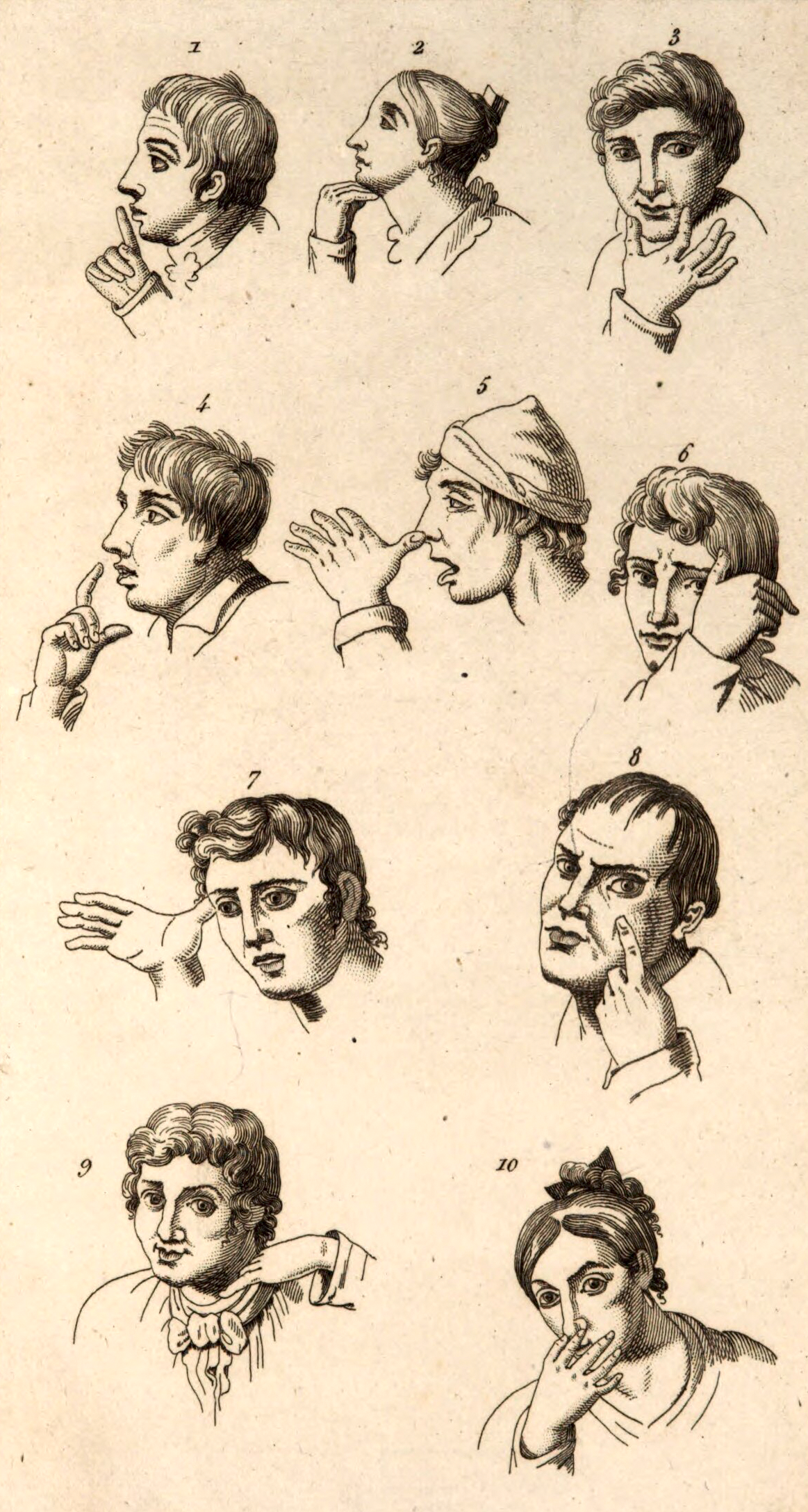
Taf. 21 aus La mimica degli antichi investigata nel gestire napoletano (1832)

De Jorio gilt heute als erster Wissenschaftler, der sich mit der Körpersprache beschäftigte. In seinem Buch La mimica degli antichi investigata nel gestire napoletano von 1832 („Die Pantomime der Alten untersucht durch die neapolitanische Geste“) untersucht er die Gesten von Menschen am Beispiel der Neapolitaner. Bei genauerer Betrachtung der Fresken in Pompeii und Herculaneum stellte er fest, dass ihm die dargestellten Gesten aus den Straßen des modernen Neapels bekannt waren. Sein Buch betonte diese Kontinuität von der Antike bis zur Gegenwart, in dem es die Ähnlichkeit zwischen den Handgesten auf antiken griechischen Vasen, die in der Nähe von Neapel gefunden wurden, und den Gesten der modernen Neapolitaner beschrieb. Seine Expertise hat sich zwar auf Neapel beschränkt, er war aber trotzdem einer der Ersten, die sich auf dieses Gebiet wagten, und verfasste die erste wissenschaftliche Untersuchung neapolitanischer Handgesten.  Auch heute wird sein Buch noch als Quellenliteratur genutzt und 2001 ins Englische übersetzt.

## Schriften
- Istruzioni di commercio e suo stato antico e moderno, 3 Bände, Stamp. Simoniana, Neapel 1804
- Scheletri cumani, Stamp. Simoniana, Neapel 1810
- Massime politico-morali per la cristiana gioventù, 2. Auflage, Sangiacomo, Neapel 1816
- Guida di Pozzuoli e contorno, De Bonis, Neapel 1817; 2. Auflage 1822 (Digitalisat).
- Ricerche sul tempio di Serapide in Pozzuoli, Stamp. Società Filomatica, Neapel 1820
- Metodo per rinvenire e frugare i sepolcri degli antichi, Stamp. Società Filomatica, Neapel 1824
- Real Museo Borbonico. Galleria de’ vasi. Stamp. Francese, Neapel 1825 (Digitalisat).
- Real Museo Borbonico. Officina de’ papiri, Stamp. Francese, Neapel 1825
- Notizie su gli scavi di Ercolano, Stamp. Francese, Neapel 1827
- Plan de Pompei, Imprimerie française, Neapel 1828
- La mimica degli antichi investigata nel gestire napoletano. Stamp. del Fibreno, Neapel 1832 (Digitalisat).
  - Gesture in Naples and Gesture in Classical Antiquity. A Translation of Andrea de Jorio's La mimica degli antichi investigata nel gestire napoletano. With an introduction and notes by Adam Kendon. Indiana University Press, Bloomington 2001, ISBN 0-253-33657-0.[4]
- Indicazione del più rimarcabile in Napoli e nel contorno, n.ed., Stamp. del Fibreno, Neapel 1835
- Guida di Pompei, trad. it. di E. Carrillo, Stamp. del Fibreno, Neapel 1836
- Guida per le catacombe di San Gennaro de’ Poveri, Tip. del Vesuvio, Neapel 1839 (Digitalisat).